# فلکیفیور
فلکیفیور (به لاتین: Flekkefjord) یک سکونتگاه مسکونی در نروژ است که در وست آدر واقع شده‌است.

## خصوصیات
فلکیفیور ۵۳۹ کیلومترمربع مساحت و ۸٬۹۱۸ نفر جمعیت دارد.